# Sarrigné
Sarrigné is een gemeente in het Franse departement Maine-et-Loire (regio Pays de la Loire). De plaats maakt deel uit van het arrondissement Angers. Sarrigné telde op 1 januari 2022 891 inwoners.

## Geografie
De oppervlakte van Sarrigné bedroeg op 1 januari 2022 2,97 vierkante kilometer; de bevolkingsdichtheid was toen 300 inwoners per km².

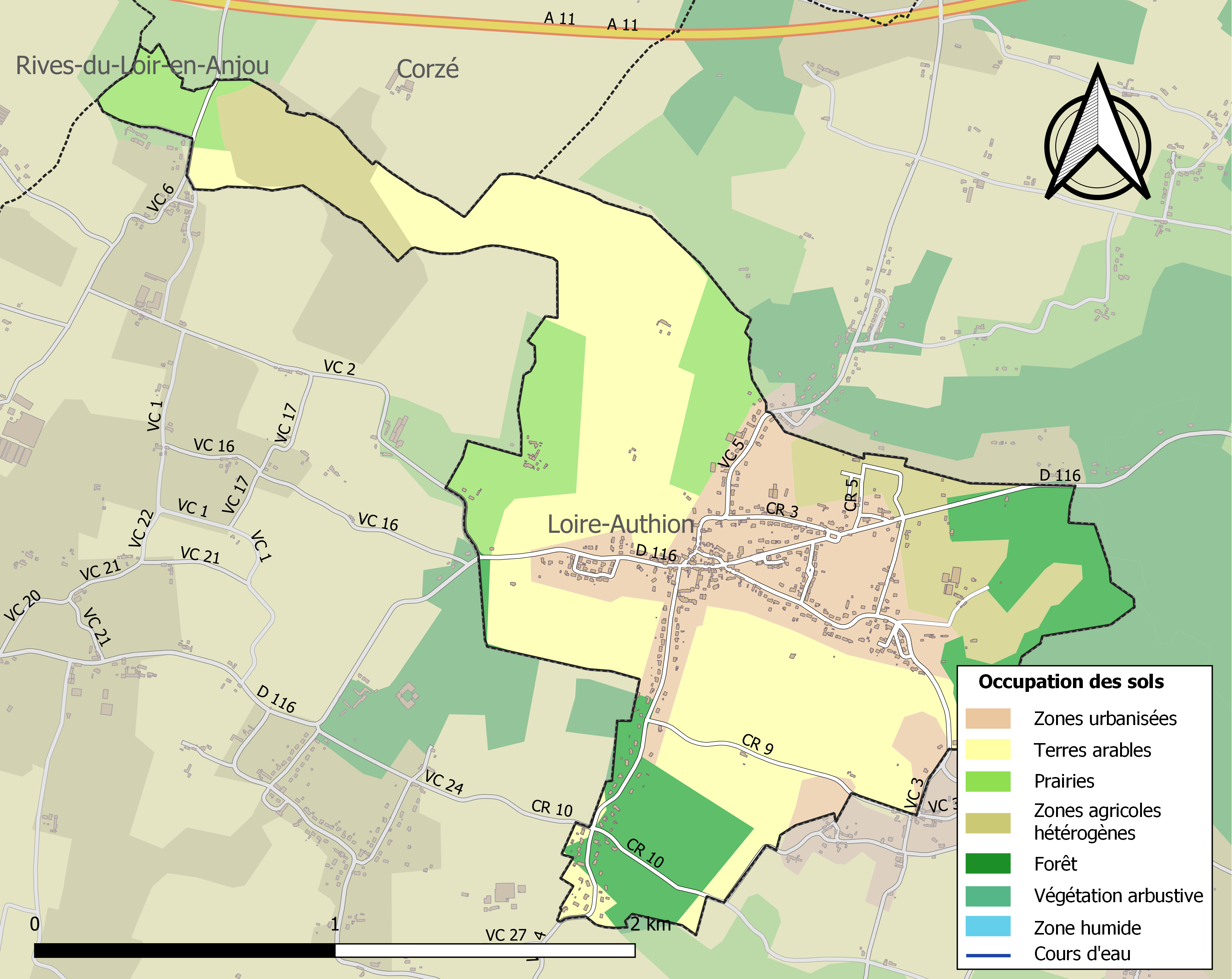
Kaart van de gemeente met de belangrijkste infrastructuur, bodemgebruik en omliggende gemeenten

## Demografie
Onderstaande figuur toont het verloop van het inwonertal (bron: INSEE-tellingen).